# Epoca (ferrovia)
Nel settore del modellismo ferroviario è di uso comune la suddivisione degli anni in epoche.
Normativa di riferimento nel settore ferromodellistico per la suddivisione in epoche è la norma NEM800 (Epoche Ferroviarie): esistono inoltre le normative specifiche per i singoli paesi, e quella relativa all'Italia è la norma NEM814.
Le differenze tra epoca ed epoca riguardano principalmente:
- caratteristiche tecniche dei rotabili e degli impianti;
- differenze estetiche negli edifici, nella segnaletica, nella colorazione e nelle livree;
- codici di immatricolazione dei veicoli.

La definizione delle date di inizio e fine delle epoche non è internazionalmente univoca, e dipende strettamente dalla rapidità del progresso tecnologico nella nazione considerata. A loro volta, le epoche hanno suddivisione interne, dette Periodi, che marcano differenze minori interne alla medesima epoca.
Le epoche, che si indicano con la dizione Epoca seguita da una cifra in numeri romani, sono per la NEM 800:
- Epoca I (1): dall'inizio del XIX secolo - al primo quinquennio degli anni venti del XX secolo. Rappresenta il periodo iniziale della storia delle ferrovie, con locomotive quasi esclusivamente a vapore e poca unificazione tra le diverse reti
- Epoca II: dal secondo quinquennio degli anni Venti del XX secolo al primo quinquennio degli anni quaranta del XX secolo. È l'età d'oro del vapore, cominciano a comparire i mezzi elettrici e la segnaletica si trasforma da meccanica a luminosa ed elettromeccanica
- Epoca III: dal secondo quinquennio degli anni Quaranta del XX secolo al primo quinquennio degli anni sessanta del XX secolo. Parziale scomparsa del vapore, predominio dei mezzi diesel, elettrici e degli elettrotreni. In Italia detto periodo diventa per la norma "NEM 814 I" quello dal 1948 al 1968 ("III a" 1948-1956 e "III b" 1956-1968).
- Epoca IV (4): dal secondo quinquennio degli anni Sessanta del XX secolo al primo quinquennio degli anni ottanta del XX secolo. Modernizzazione del parco macchine, unificazione internazionale delle segnaletiche e dei sistemi merci. In Italia, per la "NEM 814 I", il periodo dell'Epoca IV diventa quello dal 1968 al 1989 ("IV a" 1968-1980 e "IV b 1980-1989).
- Epoca V: dal secondo quinquennio degli anni Ottanta del XX secolo al primo quinquennio degli anni duemila. Nascita e sviluppo dell'Alta Velocità, revisione stilistica dei mezzi e delle stazioni, separazione amministrativa delle società statali e loro conversione in società per azioni. In Italia, sempre per la "NEM 814 I edizione 2011", il periodo dell'Epoca V diventa 1989-2009 ("V a" 1989-2001 e "V b" 2001-2009).
- Epoca VI (6): dal secondo quinquennio degli anni Duemila del XXI secolo ad oggi. Cominciano a circolare imprese di trasporto private in regime di concorrenza, sia in traffico internazionale che nazionale, con propri mezzi di trazione. Progressiva eliminazione di tutti i gruppi di locomotive elettriche reostatiche ancora in servizio. L'Epoca VI in Italia inizia dal 2009.

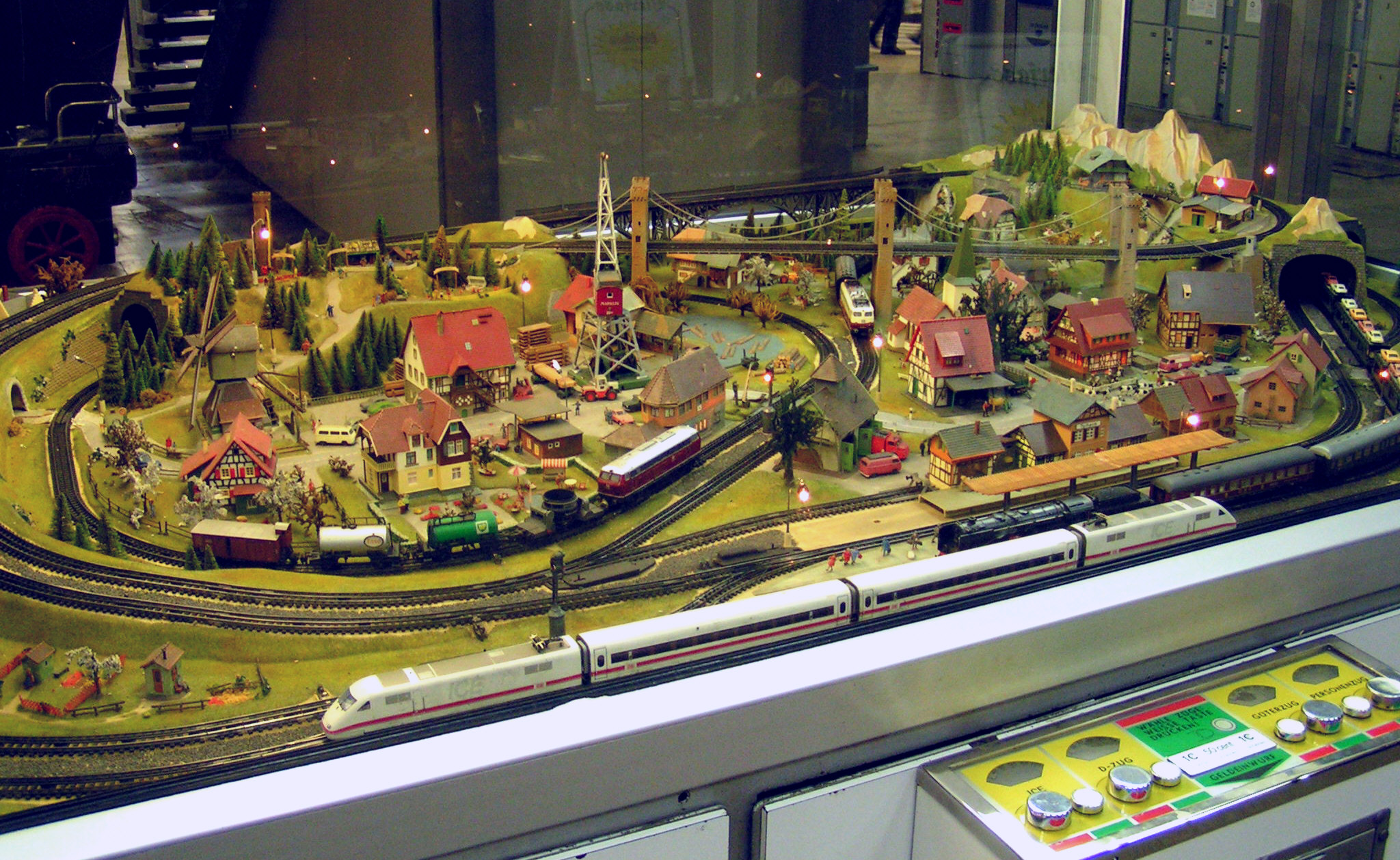
Questo plastico contiene veicoli di Epoca V (l'ICE in primo piano), Epoca I/II (la vaporiera), Epoca III (il TEE sotto il ponte sospeso) ed epoca IV (il treno merci presso il villaggio)

È importante, nel mondo del ferromodellismo, che un buon diorama abbia coerenza interna tra le varie parti, per cui salvo rari casi (treni storici, materiale obsoleto) si evita di mischiare eccessivamente i veicoli e le infrastrutture di epoche differenti.

## Classificazione per il Regno Unito
La suddivisione delle epoche ferroviarie nel Regno Unito è differente rispetto a quelle definite per l'Europa continentale.
Vengono definite 9 epoche con denominazione inglese:
- 1804 - 1875: Pioneering: albori della ferrovia
- 1876 - 1922: Pre-Grouping: compagnie ferroviarie regionali
- 1923 - 1947: "The Big four" le grandi quattro compagnie LMS, GWR, LNER, SR
- 1948 - 1956: British Railways "Early Crest" : BR vecchio logo
- 1957 - 1966: British Railways "Late Crest" BR nuovo logo
- 1967 - 1971: British Railways Blue Pre Tops: BR livrea blu, introduzione del logo "doppia freccia"
- 1972 - 1982: British Railways Blue Tops era: BR livrea blu, frontali gialli, nuova numerazione veicoli
- 1982 - 1994: British Railways Sectorisation: abolizione delle zone, abbandono della livrea blu e introduzione di livree specifiche per i diversi servizi (InterCity, Network SouthEast, Regional Railways etc...)
- 1995 - presente: Post Privatisation: compagnie nate dopo la privatizzazione. Il logo "doppia freccia" indica la ferrovia e non una specifica compagnia